# Nabala (stolica tytularna)
Nabala (łac. Diocesis Nabalensis) – stolica historycznej diecezji we Cesarstwie rzymskim w prowincji Mauretania Cezarensis, zlikwidowana w VII w. podczas ekspansji islamskiej, współcześnie w północnej Algierii. Obecnie katolickie biskupstwo tytularne. 

## Biskupi tytularni
| Lp. | Biskup                  | Funkcja                                               | Od                   | Do                   |
| --- | ----------------------- | ----------------------------------------------------- | -------------------- | -------------------- |
| 1   | Paolo Garbinati         | –                                                     | 4 grudnia 1669       | ?                    |
| 2   | Alexandre de Alexandris | wikariusz apostolski Wschodniej Kochinchiny (Wietnam) | 22 grudnia 1725      | 10 października 1738 |
| 3   | Joseph Francis Donnelly | biskup pomocniczy Hartford (USA)                      | 9 listopada 1964     | 30 czerwca 1977      |
| 4   | Jesus Dosado            | biskup pomocniczy Cebu (Filipiny)                     | 31 października 1977 | 29 lipca 1981        |
| 5   | Lucilo Quiambao         | biskup pomocniczy Legazpi (Filipiny)                  | 23 marca 1982        |                      |